# Mirjana Joković
Mirjana Joković (en cirílico: Мирјана Јоковић; n. 24 de noviembre de 1967, Belgrado, Yugoslavia) es una actriz serbia. Ha trabajado tanto en cine como en teatro, pero es especialmente recordada por su papel de Natalija Zovkov en la película de Emir Kusturica Underground (1995). En 1989 ganó la Concha de Plata a la mejor actriz por su papel de Estela en Eversmile, New Jersey. También trabajó en la coproducción El camino del sur (1988).

## Premios y distinciones
Festival Internacional de Cine de San Sebastián
| Año  | Categoría                         | Película               | Resultado |
| ---- | --------------------------------- | ---------------------- | --------- |
| 1989 | Concha de Plata a la mejor Actriz | Sonrisas de New Jersey | Ganadora  |